# Diego Conde Alcolado
Diego José Conde Alcolado (nascut el 28 d'octubre de 1998) és un futbolista professional espanyol que juga com a porter al Vila-real CF.

## Carrera de club
Nascut a Madrid, Conde es va incorporar a la formació juvenil de l'Atlètic de Madrid el 2007. Ascendit al filial abans de la temporada 2017-18, va debutar com a sènior el 19 de novembre de 2017 en la derrota per 3-0 de Segona Divisió B fora de casa contra el Deportivo Fabril.
Després de passar la temporada com a substitut de Miguel San Román, Conde va renovar el seu contracte fins al 2021 l'1 de juliol de 2018 i va ser cedit al CDA Navalcarnero de tercera divisió disset dies després. En tornar, va ser assignat de nou a l'equip B.
El 28 d'agost de 2020, Conde va ser cedit al CD Leganés de Segona Divisió per un any. Va fer el seu debut com a professional el 20 de setembre, començant en una derrota a domicili per 2-1 contra el CD Lugo.
El juliol de 2021, Conde es va incorporar al Getafe CF de la Lliga, inicialment com a tercera elecció darrere d'Orlando Rubén Yáñez i David Soria. Va debutar en el primer nivell el 4 de febrer de 2022, com a substitut tardà d'aquest últim en una victòria a casa per 3-0 contra el Levante UD.
Després de tornar a ser la tercera opció darrere de Soria i Kiko Casilla durant la campanya 2022-23, Conde va tornar a la Lega el 16 de juny de 2023, signant un contracte permanent de dos anys. Titular indiscutible, va guanyar el Trofeu Ricardo Zamora després d'encaixar només 27 gols durant tota la temporada en què el seu equip va aconseguir l'ascens com a campió.
El 2 de juliol de 2024, Conde va signar un contracte de cinc anys amb el Vila-real CF al primer nivell.

## Vida personal
La germana de Conde, María, és una jugadora de bàsquet professional.

## Palmarès
Leganés
- Segona Divisió : 2023–24

Individual
- Trofeu Ricardo Zamora (Segona Divisió): 2023–24
- Aturada del mes de la Lliga: agost de 2024[12]